# Павленко Роман Віталійович
Рома́н Віта́лійович Павле́нко (4 серпня 1987 — 17 лютого 2015) — солдат Збройних сил України, учасник російсько-української війни.

## Життєвий шлях
Навчався в Тарандинцівській ЗОШ, закінчив Полтавське ПТУ, відслужив в армії. Демобілізувавшись, повернувся до свого села, брався за різні роботи.
Мобілізований, солдат 40-го окремого мотопіхотного батальйону 17-ї окремої танкової бригади, сапер.
Загинув 17 лютого 2015-го від розриву снаряду поблизу Дебальцевого під час обстрілу, який вели терористи.
Похований 4 квітня 2015-го в Тарандинцях, односельці Романа проводжали на колінах.

## Нагороди та вшанування
- Указом Президента України № 553/2015 від 22 вересня 2015 року — орденом «За мужність» III ступеня (посмертно)[1]
- недержавною нагородою «За Вірність Присязі»